# Boris Nikolajewitsch Kowaljow

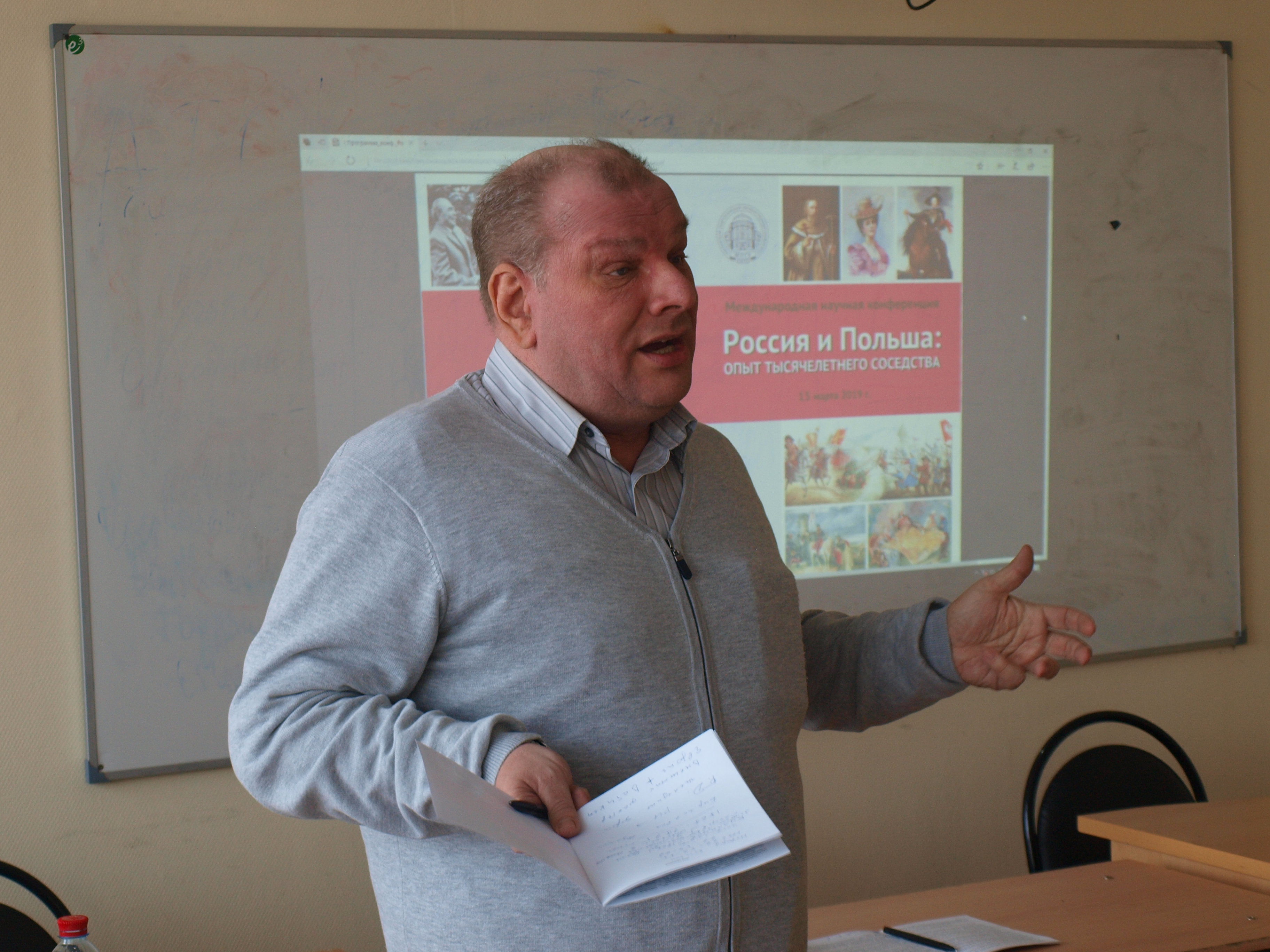
Boris Nikolajewitsch Kowaljow, 2019

Boris Nikolajewitsch Kowaljow (russisch Борис Николаевич Ковалёв; * 2. September 1965 im Dorf Medwed, Rajon Solzy, Oblast Nowgorod) ist ein russischer Historiker und wissenschaftlicher Mitarbeiter am Sankt Petersburger Institut für Geschichte der Russischen Akademie der Wissenschaften. Kowaljow beschäftigt sich mit der Kollaboration während des Zweiten Weltkrieges.

## Leben
Kowaljow studierte von 1982 bis 1987 an der Fakultät für Geschichte am Staatlichen Pädagogischen Institut Nowgorod. Von 1987 bis 1990 arbeitete er als Assistent am Lehrstuhl für Geschichte und politische Ökonomie am Polytechnischen Institut Nowgorod. Von 1990 bis 1993 war er Doktorand an der Staatlichen Pädagogischen Herzen-Universität Russland. 1993 promovierte Boris Kowaljow mit der Dissertation „Antifaschistischer Kampf. Analyse der Propaganda-Konfrontation. Anhand von Materialien des Nordwestens Russlands 1941—1944“. Von 1993 bis 2014 war er als Lehrkraft, Dozent, Professor an der Staatlichen Jaroslaw-der-Weise Universität Nowgorod tätig. Von 1998 bis 2001 studierte er als Doktorand an der Staatlichen Universität Sankt Petersburg. 2002 habilitierte er mit der Schrift „Nazi-Besatzungsregime und Kollaboration in Russland. 1941—1944“. Seit Februar 2014 arbeitet Boris Kowaljow als wissenschaftlicher Mitarbeiter am Sankt Petersburger Institut für Geschichte der Russischen Akademie der Wissenschaften.

## Tätigkeit
Boris Kowaljow befasst sich seit den 1990er-Jahren mit Kollaboration. Er ist Autor von 300 wissenschaftlichen und populärwissenschaftlichen Arbeiten, der Bücher in russischer Sprache „Nazi-Besatzungsregime und Kollaboration in Russland (1941–1944)“, „Kollaboration in Russland in den Jahren 1941–1945: Typen und Formen“, „Russischer Konstitutionalismus während der Duma-Monarchie“ (in Zusammenarbeit) und der Monografie „Alltagsleben der russischen Bevölkerung während der Nazi-Okkupation“ und 2012 in der Shortlist des russischen Preises im Bereich populärwissenschaftliche Literatur „Proswetitel“ stand.
Als Experte trat er bei den Rundfunksendern „Radio Free Europe“, „Komsomolskaja prawda“, „Echo Moskwy“ in Erscheinung. Außerdem hielt Boris Kowaljow ehrenamtlich öffentliche Vorlesungen zur Geschichte Russlands, in denen er die Methoden der faschistisch-deutschen Propaganda und die für die Agitation vom Ende der 1980er – Anfang der 1990er Jahre charakteristischen Richtlinien verglich.

## Veröffentlichungen
- Nazi-Okkupation und Kollaboration in Russland. 1941–1944. Moskau, AST. 2004
- Kollaboration in Russland in den Jahren 1941–1945: Typen und Formen. Staatliche Universität Nowgorod, NowMION, Welikij Nowgorod, 2009
- Alltagsleben der russischen Bevölkerung während der Nazi-Okkupation. Moskau, Molodaja gwardija, 2011
- Freiwillige im fremden Krieg. Essays zur Geschichte der Blauen Division. Welikij Nowgorod, 2014

| Personendaten    | Personendaten |
| ---------------- | --- |
| NAME             | Kowaljow, Boris Nikolajewitsch |
| ALTERNATIVNAMEN  | Ковалёв, Борис Николаевич (russisch) |
| KURZBESCHREIBUNG | russischer Historiker und wissenschaftlicher Mitarbeiter am Sankt Petersburger Institut für Geschichte der Russischen Akademie der Wissenschaften |
| GEBURTSDATUM     | 2. September 1965 |
| GEBURTSORT       | Dorf Medwed, Rajon Solzy, Oblast Nowgorod |